# Dipartimento di Ayoun el-Atrouss
Il dipartimento di Ayoun el-Atrouss è un dipartimento (moughataa) della regione di Hodh-Gharbi in Mauritania con capoluogo Ayoun el-Atrouss.
Il dipartimento comprende 7 comuni:
- Ayoun el-Atrouss
- N'Savenni
- Doueirare
- Ten Hamadi
- Beneamane
- Egjert
- Oum Lahyad